# Ryan Shawcross
Ryan James Shawcross (Chester, Inglaterra, 4 de octubre de 1987) es un exfutbolista inglés que jugaba de defensa. 
El 11 de enero de 2022 llegó a un acuerdo con Inter de Miami para rescindir su contrato y anunció su retirada.

## Selección nacional
Debutó con la selección de Inglaterra el 14 de noviembre de 2012 en un amistoso ante Suecia que venció el conjunto escandinavo por 4-2, siendo este el primer encuentro que se disputaba en el Friends Arena.

## Clubes
| Club                         | País           | Año       |
| ---------------------------- | -------------- | --------- |
| Manchester United F. C.      | Inglaterra     | 2006-2007 |
| Royal Antwerp F. C. (cedido) | Bélgica        | 2007      |
| Stoke City F. C. (cedido)    | Inglaterra     | 2007-2008 |
| Stoke City F. C.             | Inglaterra     | 2008-2021 |
| Inter de Miami               | Estados Unidos | 2021-2022 |